# Dosquebradas
Dosquebradas is een stad en gemeente in het Colombiaanse departement Risaralda. De gemeente, een buurgemeente van de departementshoofdstad Pereira, telt 173.452 inwoners (2005). Het is hiermee in bevolkingsaantal de tweede gemeente van Risaralda. Dosquebradas is een belangrijk industrieel centrum van Colombia en maakt deel uit van de Eje Cafetero, het centrale koffiegebied van Caldas, Quindío en Risaralda. Verder staat de stad bekend als de zona rosa van Pereira door de vele discotheken en bars in de gemeente. De stad is door middel van het Viaducto César Gaviria Trujillo verbonden met Pereira.

## Geschiedenis
Het gebied waar Dosquebradas ligt, werd voor de komst van de conquistadores bewoond door de Quimbaya. Het gebied werd in 1540 door de Spaanse veroveraars bezocht, maar pas in 1972 werd Dosquebradas een officiële gemeente.
Op 23 december 2011 vond er in Dosquebradas een explosie plaats in een oliepijpleiding beheerd door de Colombiaanse oliemaatschappij Ecopetrol. Hierbij vielen 13 doden en 80 gewonden. De oorzaak van de explosie bleef onopgelost. Ecopetrol stelde dat de explosie veroorzaakt werd door de strenge winter in Dosquebradas, de vele regenval van de dagen voor de explosie en de diefstal van olie uit de pijpleiding. Een ander onderzoek stelde dat het onderhoud aan de pijpleiding ondermaats was.